# Палхаза
Палхаза (мађ. Pálháza) је историјски град у северној Мађарској, у жупанији Боршод-Абауј-Земплен (Borsod-Abaúj-Zemplén). Удаљен је 87 km (54 mi) од Мишколца, главног града регије.

## Историја
Подручје је насељено од давнина, а село је основано 1320-их и припадало је имању Физер. Место се први пут помиње 1387. године.
Село је више пута уништавано током хуситских ратова и отоманске окупације Мађарске. Године 1711. куга је десетковала становништво. Село се поново помиње 1786. године. Његова дрвопрерађивачки млин, претходница данашње дрвопрерађивачке фабрике, подигнута је 1875. године. Уследила је изградња пруге уског колосека, прве шумске пруге у Мађарској.
Национални сајам животиња се редовно организује у Палхази од 1914. године.
Након Тријанонског споразума, Палхаза је постала село близу нове државне границе, али је село поново почело да напредује. У близини је 1958. отворен рудник.
Упркос локалним протестима, пруга уског колосека је срушена 1980. године, али је поново изграђена након 1989. године.
Палхаза је добио статус града 2005. године, чиме је постао најмањи град у Мађарској (по броју становника).

## Популација
Према подацима пописа из 2001. године, насеље је имало словачку мањину и мађарско становништво.
Током пописа 2011, 89,1% становника се изјаснило као Мађари, 0,3% као Немци, 3% као Русини, 5,7% као Словаци и 0,3% као Словенци (10,8% се није изјаснило, због двојног држављанства постотак може бити већи од 100%). 
Верска дистрибуција је била следећа: римокатолици 40,7%, реформатори 28,6%, гркокатолици 13,1%, неденоминациони 1,7% (15,6% се није изјаснило).